# Tres horas de la agonía de Cristo

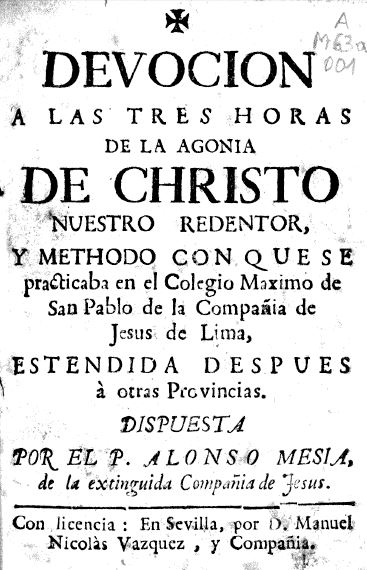
Portada de la Devoción a las tres horas de P. Alonso Messia SJ.

La Tres horas de la agonía de Cristo (también conocida como Tre Ore,  Las tres grandes horas, o Devoción de las Tres Horas) es un servicio cristiano que se celebra en la Iglesia católica, Iglesia Luterana, Iglesia Anglicana y Iglesia Metodista. iglesiaes el Viernes Santo desde el mediodía hasta las 3 p. m. para conmemorar las tres horas del ahorcamiento de Cristo en la cruz.
Se dice que el sacerdote jesuita Alfonso Mesía (fallecido en 1732) ideó esta devoción en Lima, Perú. Se introdujo en Roma hacia 1788 y se extendió por todo el mundo a muchas confesiones cristianas.En 1815, el Papa Pío VII decretó una indulgencia plenaria a quienes practicasen esta devoción el Viernes Santo.